# 참치와 돌고래
《참치와 돌고래》는 2018년 9월 28일에 방영한 《KBS 드라마 스페셜 2018》 시리즌 중 세 번째 작품로, 이힝의 네이버웹툰 《참치와 돌고래》를 원작으로 한다.

## 줄거리
미술학원 강사 현호는 동네 수영장에 다니는 우진에게 첫눈에 반하고, 둘의 사랑을 이뤄주기 위한 수영 회원들의 모임 '참치와 돌고래'가 결성된다. 한편, 수영강사 유라는 우진에게 뭔가 비밀이 있다는 것을 알게 된다.

## 등장 인물

### 주요 인물
- 박규영 : 강현호 역

미술 강사. 스물일곱 살에 늘 로맨스를 꿈꾸지만 현실은 모태 솔로로, 일상의 레이더가 연애에 맞춰져 있어 덤벙대기 일쑤다. 우연히 등록한 동네 구민회관 수영반에서 운명이라 느끼는 남자 ‘돌고래’를 만난다.
- 윤박 : 한유라 역

구민회관 초급반 수영 강사. 속마음과 달리 늘 겉말은 퉁명스러운 남자다. 강습 첫날부터 스파르타 훈련에 버둥대는 현호에게 ‘참치’라는 별명을 붙여준다.
- 정건주 : 조우진 역

고작 구민회관이 담기엔 너무 우월하고 유려한 생김새에 심지어 수영실력까지 뛰어나 뭇 여자들의 이목을 강제로 집중시킨다. 현호도 역시 첫눈에 반해버린다. 하지만 어딘가 모르게 미스터리한 면이 있다.

### 주변 인물
- 김수진 : 윤 회장 역

초급반 멤버들이 만든 사조직 ‘참치와 돌고래’의 멤버. 사교성 좋고 활달한 마당발이라 회장이라 불린다.
- 이승훈 : 김도일 역

윤 회장의 남편. 함께 수영장 다니는 아내 눈치에 살짝 기가 죽어서 지낸다.
- 허동원 : 정동호 역

어린 딸과 수영장 다니는 자상한 남자지만, 틈날 때마다 일탈을 꿈꾼다. 유라와 형 동생 하며 친하게 지내는 사이.
- 김미우 : 민지은 역

초급반 회원 중 현호와 가장 가깝게 지내는 사이. 조용한 성격으로 늘 할 말이 많지만, 늘 다 하지 못한다.
- 서유리 : 박소진 역

미술학원 강사. 자칭 ‘연애 좀 해 본 여자’. 현호의 동료이자 연애 코치.

### 그 외 인물
- 강민주
- 이채서
- 박영수
- 장태민
- 아역

고세희, 서인성, 주예림

### 특별출연
- 장동윤 : ‘도를 아십니까’ 역

## 시청률
- 전국 시청률 : 2.0%[1]

## 수상
- 2018년 KBS 연기대상 연작·단막극상 - 윤박